# Тразадинген
Тразадинген (нем. Trasadingen) — коммуна в Швейцарии, в кантоне Шаффхаузен. 
Население составляет 570 человек (на 31 декабря 2006 года). Официальный код — 2973.